# Rezerwat przyrody Grabówka
Rezerwat przyrody „Grabówka” – rezerwat przyrody położony na terenie gminy Zambrów w województwie podlaskim. Powierzchnia rezerwatu wynosi 60,87 ha (akt powołujący podawał 60,80 ha).
Jest to obszar lasu w środkowej części uroczyska Grabówka-Wierzbowo, leżący ok. 4 km na wschód od Zambrowa, na południe od drogi Zambrów – Nowe Wierzbowo.
Rezerwat został stworzony dla ochrony wielogatunkowego lasu liściastego o wysokim stopniu naturalności. W rezerwacie dominuje grab w wieku 70 lat i dąb szypułkowy odznaczający się dorodnością. W północnej części kompleksu rośnie dużo starych ponad stuletnich dębów, a także: osiki, brzoza brodawkowata oraz lipy. Warstwy krzewów tworzą: jarzębiny, lipy, leszczyny, głóg jednoszyjkowy, kalina, kruszyna. W warstwie ziół wiosną dominuje zawilec gajowy, a latem gwiazdnica wielkokwiatowa, kopytnik pospolity, jaskier kaszubski, fiołek leśny, gnieźnik leśny.
Rezerwat jest położony na gruntach Skarbu Państwa, będących w zarządzie Nadleśnictwa Łomża. Nadzór sprawuje Regionalny Dyrektor Ochrony Środowiska w Białymstoku. Na mocy obowiązującego planu ochrony ustanowionego w 2019 roku, obszar rezerwatu objęty jest ochroną czynną.

## Historia
Historycznie rezerwat znajduje się na terenach dawnej Puszczy Łętowo, kolonizowanej przez książąt mazowieckich, a później obszaru leśnego zwanego Puszczą Czerwoną. Były to dobra Woli Zambrowskiej wchodzące w skład ekonomii Łomża, a administracyjnie należące do leśnictwa Łomża. W 1920 roku uroczysko Grabówka zostało upaństwowione i należało do powstałego po 1918 roku Nadleśnictwa Państwowego Zambrów. Rozporządzeniem Ministra Ochrony Środowiska, Zasobów Naturalnych i Leśnictwa z dnia 12 listopada 1996 r. utworzono na tym terenie rezerwat przyrody pod nazwą „Grabówka”.

## Pomniki
- pomnik przyrody około 200-letni dąb szypułkowy, stanowiący pierwszy przystanek na ścieżce przyrodniczej biegnącej przez rezerwat. Został uznany za pomnik przyrody 26 października 1982 roku. Ma około 30 metrów wysokości, a obwód pnia na wysokości 1,3 metra ma 440 cm[5]. Ponadto w północnej części rezerwatu rosną ponad 100-letnie dęby.

- pomnik łowiecki, odsłonięty 26 października 2008 r. podczas uroczystości obchodów 60-lecia Koła Łowieckiego „Łoś” w Zambrowie. Usytuowany jest on pod wysokim dębem i ma formę kamiennego obelisku na postumencie z tablicą z symbolem św. Huberta z literami PZL i napisem „60 lat Koła Łowieckiego Łoś w Zambrowie, 1948 – 2008”[6].

## Turystyka
- Na terenie rezerwatu znajduje się ścieżka przyrodnicza biegnąca po zachodniej ścianie rezerwatu drogą oddzielającą obszar chroniony od pozostałego lasu. Pod koniec jej trasy znajduje się stara opuszczona gajówka[7];
- „Przystanek Grabówka” – miejsce odpoczynku na polanie z leśną altaną z nazwą rezerwatu na dachu, ławeczkami, w tym w formie drewnianej konstrukcji 9-metrowego pająka, paleniskiem, głazami, biblioteczką i tablicami informacyjnymi[8].